# 荒木田経雅
荒木田 経雅（あらきだ つねただ、1742年10月2日（寛保2年9月4日）- 1805年4月12日（文化2年3月13日））は、江戸時代中期から後期の神職、国学者である。本姓は中川。通称は岩五郎、豊後等がある。

## 経歴・人物
伊勢神宮の内宮の禰宜であった中川経正の子として生まれる。1773年（安永2年）に父の後継として伊勢内宮の禰宜に叙せられ、荒木田氏に改姓する。神道における慣習を基にした著書を多く出版した。
後に本居宣長と親交を持ち門人となり、国学や和歌を学ぶ。この業績により、従三位に叙せられた。

## 主な著作物

### 代表的な著書
- 『大神宮儀式解』

### その他の著書
- 『清渚集』
- 『経雅卿雑記』